# 澳大利亞總理
澳大利亚联邦总理（英語：Prime Minister of the Commonwealth of Australia），是澳洲聯邦政府的首脑，由澳洲总督代表澳洲君主任命。
《澳大利亚宪法》没有明確提到總理一职，因此總理的存在和职权皆由惯例來确定。按照西敏制的惯例，澳大利亚總督作为象征性的元首代理人不干预行政，所以总理是实际决策者和最高行政长官。同样根據西敏制的法律結構，总理由於下議院（众议院）掌握多数席次的党派來推举，并且被视为该党派的实际领袖。总理通常必須是聯邦議員（Member of Parliament），在澳洲政治史上，唯一以參議員身份出任總理的是约翰·戈顿。
现任的澳大利亚总理是澳洲工黨的安東尼·艾班尼斯，为第31任，于2022年5月23日上任。

## 關於中文譯名
議會制的政府首腦一职英语常被尊称为，意即議會共和體制的第一部长（中文語境常譯為總理）或者君主立憲制的首席大臣（中文語境常譯為首相）。澳大利亞雖然是君主立憲制国家，但是君主將政府首腦的任命權授予英聯邦王國各成員國總督代行皇權，即總督制。因爲總督制的特色類似於共和政治，中文一般將澳大利亞政府首腦翻译为“澳大利亚总理”而非“澳大利亞首相”。

## 任命
澳洲总督任命总理的法理依据是《澳洲聯邦憲法》64条。此条赋予总督任命部长（Ministers of the Crown）的权力，并规定被任命者必须是联邦议员，或在接受任命后三个月以内當選联邦议员。所有部长在宣誓就职之前，必须加入联邦行政会议。按照惯例，由行政会议的一级成员组成联邦内阁。《澳洲聯邦憲法》64条同时规定，总理和其他部长的任期由总督裁夺。但实际上，总督一般会遵循总理的建议。而总督的任命，一般也是由总理向君主直接提名。君主自1930年代确认英帝国自治领的独立地位以来，也一直尊重澳洲总理的提名任命总督。
除了每三年举行的选举，总理按照惯例，在无法使预算案在眾議院審議通過，或眾議院决议不支持总理的情况下，应该提出辞职。
虽然法律上总督有罢免总理的权力，但实际上总督一般不会干预。联邦历史上唯一的一次总督将总理罢免的例子发生在1975年的宪政危机。当时的总理惠特蘭无法使预算案在上議院通過。总督科尔在未寻求总理意见的情况下，召见了总理并免除了他的职务，同时任命反对党领袖福瑞澤为总理。此决定在当时以至现在都颇受争议。
同样，虽然法律上总督是由君主任命，而且按照惯例，总督的任命和免职都由总理通过对君主的建议來决定，但在英国的君主自1930年代以来便不再干预澳洲的宪政。即便1975年宪政危机爆发后，女王伊丽莎白二世仍然决定不予干涉，理由是澳洲自从1942年接受西敏寺法令以后已经是独立国家，除了根據澳大利亞總理的建議任免总督和改變君主的憲政權力本身之外，君主的其他所有權力已全部交予總督行使。

## 待遇
作为实际的政府最高领导人，总理有权使用空军提供的专机。总理在首都堪培拉的官邸是俗称“别墅”的澳洲總理府，在最大城市悉尼的官邸是位于北悉尼港的齊力比麗樓。以前总理陆克文为例，其在堪培拉雇用了一名高级厨师、一名助理厨师、一名保姆、一名高级管家和两名助理管家；在悉尼雇用了一名厨师和一名管家。退休总理享受终生禮遇。

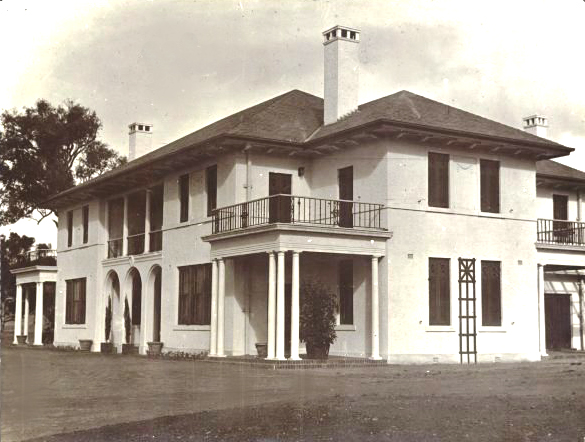
澳洲總理府（The Lodge）
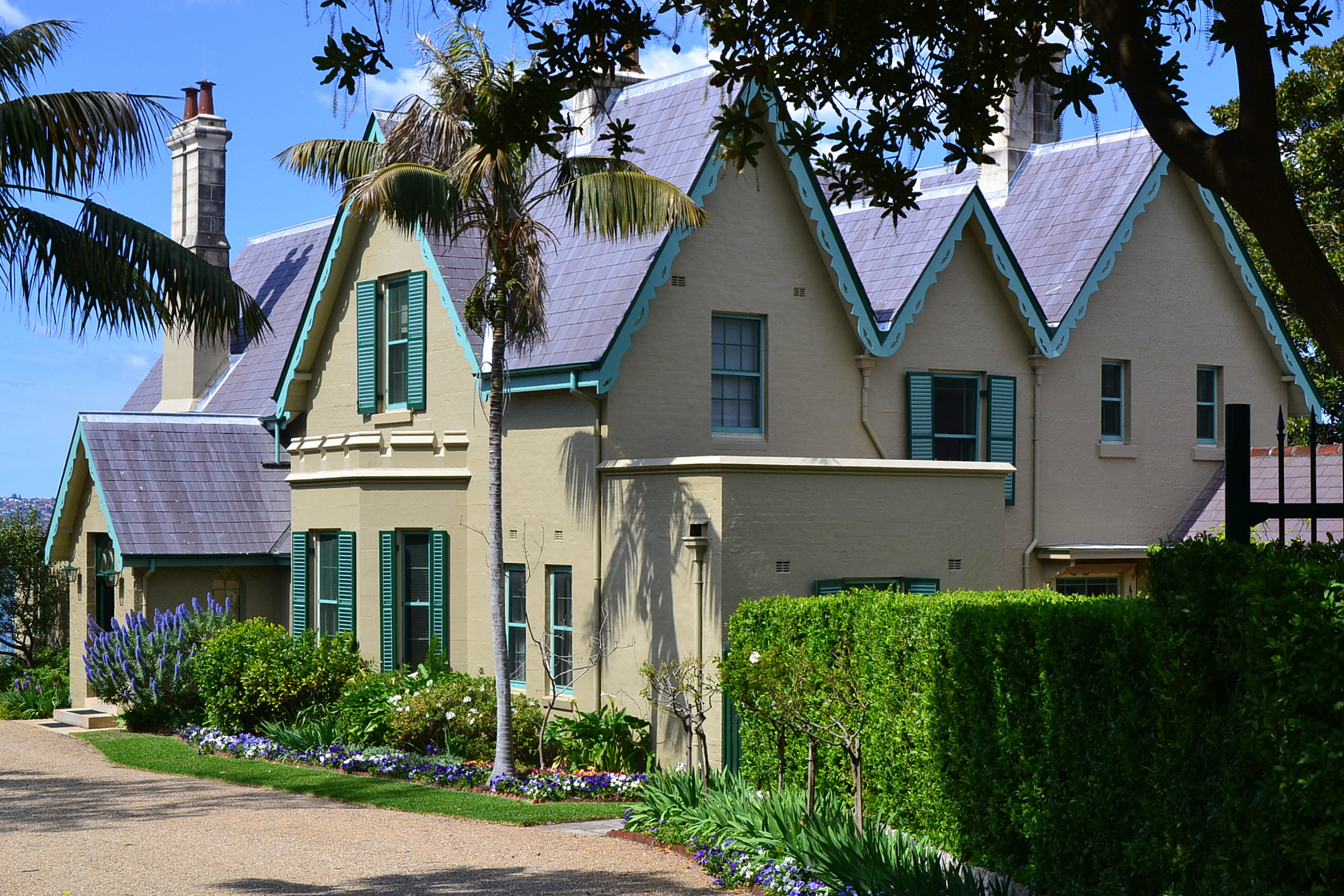
总理官邸基力比丽楼（Kirribilli House）

## 历任聯邦總理
1901年至今一共有過31位總理，目前仍然在世的前总理有基廷、霍華德、陆克文、吉拉德、阿博特、腾博和莫里森。吉拉德为澳洲迄今第一位也是唯一的一位女性总理。
政党颜色表
| #    | 姓名                                        | 肖像     | 政黨           | 任期           | 任期           |
| ---- | ------------------------------------------- | -------- | -------------- | -------------- | -------------- |
| 1    | 埃德蒙·巴顿爵士 （Sir Edmund Barton）       |          | 保護主義黨     | 1901年1月1日   | 1903年9月24日  |
| 2    | 阿尔弗雷德·迪金 （Alfred Deakin）           |          | 保護主義黨     | 1903年9月24日  | 1904年4月27日  |
| 3    | 克里斯·沃森 （Chris Watson）                |          | 工黨           | 1904年4月27日  | 1904年8月18日  |
| 4    | 佐治·里德 （George Reid）                   |          | 自由貿易黨     | 1904年8月18日  | 1905年7月5日   |
| (2)  | 阿尔弗雷德·迪金 （Alfred Deakin） （第2次） |          | 保護主義黨     | 1905年7月5日   | 1908年11月13日 |
| 5    | 安德魯·費希爾 （Andrew Fisher）             |          | 工黨           | 1908年11月13日 | 1909年6月2日   |
| (2)  | 阿尔弗雷德·迪金 （Alfred Deakin） （第3次） |          | 联邦自由党     | 1909年6月2日   | 1910年4月29日  |
| (5)  | 安德魯·費希爾 （Andrew Fisher） （第2次）   |          | 工黨           | 1910年4月29日  | 1913年6月24日  |
| 6    | 约瑟夫·库克 （Joseph Cook）                 |          | 联邦自由党     | 1913年6月24日  | 1914年9月17日  |
| (5)  | 安德魯·費希爾 （Andrew Fisher） （第3次）   |          | 工黨           | 1914年9月17日  | 1915年10月27日 |
| 7    | 比利·休斯 （Billy Hughes）                  |          | 工黨           | 1915年10月27日 | 1916年11月14日 |
| 7    | 比利·休斯 （Billy Hughes）                  | 國家工黨 | 1916年11月14日 | 1917年2月17日  |                |
| 7    | 比利·休斯 （Billy Hughes）                  | 国民党   | 1917年2月17日  | 1923年2月9日   |                |
| 8    | 斯坦利·布鲁斯子爵 （Stanley Bruce）         |          | 国民党         | 1923年2月9日   | 1929年10月22日 |
| 9    | 詹姆斯·斯卡林 （James Scullin）             |          | 工黨           | 1929年10月22日 | 1932年1月6日   |
| 10   | 约瑟夫·莱昂斯 （Joseph Lyons）              |          | 統一澳洲黨     | 1932年1月6日   | 1939年4月7日   |
| 11   | 厄尔·佩吉爵士 （Sir Earle Page）            |          | 鄉村黨         | 1939年4月7日   | 1939年4月26日  |
| 12   | 罗伯特·孟席斯爵士 (Robert Menzies)          |          | 統一澳洲黨     | 1939年4月26日  | 1941年8月28日  |
| 13   | 亚瑟·法登 （Arthur Fadden）                 |          | 鄉村黨         | 1941年8月28日  | 1941年10月7日  |
| 14   | 約翰·柯廷 （John Curtin）                   |          | 工黨           | 1941年10月7日  | 1945年7月5日   |
| 15   | 弗蘭克·福德 (Frank Forde)                   |          | 工黨           | 1945年7月6日   | 1945年7月13日  |
| 16   | 本·奇夫利 （Ben Chifley）                   |          | 工黨           | 1945年7月13日  | 1949年12月19日 |
| (12) | 罗伯特·孟席斯 （第2次）                     |          | 自由黨         | 1949年12月19日 | 1966年1月26日  |
| 17   | 哈罗德·霍尔特 （Harold Holt）               |          | 自由黨         | 1966年1月26日  | 1967年12月19日 |
| 18   | 约翰·麦克尤恩 （John McEwen）               |          | 鄉村黨         | 1967年12月19日 | 1968年1月10日  |
| 19   | 约翰·戈顿 （John Gorton）                   |          | 自由黨         | 1968年1月10日  | 1971年3月10日  |
| 20   | 威廉·麦克马洪 （William McMahon）           |          | 自由黨         | 1971年3月10日  | 1972年12月5日  |
| 21   | 愛德華·高夫·惠特蘭 （Gough Whitlam）        |          | 工黨           | 1972年12月5日  | 1975年11月11日 |
| 22   | 约翰·马尔科姆·弗雷泽 (Malcolm Fraser)       |          | 自由黨         | 1975年11月11日 | 1983年3月11日  |
| 23   | 鲍勃·霍克 (Bob Hawke)                       |          | 工黨           | 1983年3月11日  | 1991年12月20日 |
| 24   | 保羅·基廷 (Paul Keating)                    |          | 工黨           | 1991年12月20日 | 1996年3月11日  |
| 25   | 約翰·霍華德 (John Howard)                   |          | 自由黨         | 1996年3月11日  | 2007年12月3日  |
| 26   | 陆克文 (Kevin Rudd)                         |          | 工党           | 2007年12月3日  | 2010年6月24日  |
| 27   | 朱莉娅·吉拉德 (Julia Gillard)               |          | 工党           | 2010年6月24日  | 2013年6月27日  |
| (26) | 陆克文 (Kevin Rudd)(第2次)                  |          | 工党           | 2013年6月27日  | 2013年9月18日  |
| 28   | 托尼·阿博特 (Tony Abbott)                   |          | 自由黨         | 2013年9月18日  | 2015年9月15日  |
| 29   | 麦肯·腾博 (Malcolm Turnbull)                |          | 自由黨         | 2015年9月15日  | 2018年8月24日  |
| 30   | 斯科特·莫里森 (Scott Morrison)              |          | 自由黨         | 2018年8月24日  | 2022年5月23日  |
| 31   | 安东尼·阿尔巴尼斯 (Anthony Albanese)        |          | 工党           | 2022年5月23日  | 现任           |